# Frightmare (film, 1974)
Pour les articles homonymes, voir Frightmare.
Pour plus de détails, voir Fiche technique et Distribution.
Frightmare est un film d'horreur britannique réalisé par Pete Walker, sorti en 1974.

## Synopsis
Quinze ans après avoir été emprisonnés pour avoir commis des crimes horribles et violents, Dorothy et Edmund Yates sont libérés. Cependant, malgré les efforts déployés par Edmund, Dorothy retrouve ses tendances cannibales et commet bientôt de nouveaux meurtres. Pendant ce temps, leur fille Debbie et leur belle-fille Jackie commencent à être attirées dans leur étrange spirale de violence, et l'une d'elles pourrait même avoir hérité du goût de la chair humaine de Dorothy...

## Fiche technique
- Titre original : Frightmare
- Titre en français : Frightmare
- Réalisation : Pete Walker
- Scénario : David McGillivray, Pete Walker (histoire)
- Production : Peter Walker (Heritage) Ltd.; Tony Tenser
- Montage : Robert C. Dearberg
- Musique : Stanley Myers
- Photographie : Peter Jessop
- Pays d'origine : Royaume-Uni
- Format : couleur
- Durée : 88 minutes
- Genre : Horreur
- Date de sortie :  Royaume-Uni 6 novembre 1974

## Distribution
- Rupert Davies : Edmund Yates
- Sheila Keith : Dorothy Yates
- Deborah Fairfax : Jackie
- Paul Greenwood : Graham
- Kim Butcher : Debbie
- Fiona Curzon : Merle